# السند (حجر)

'

تعديل مصدري - تعديل

السند هي إحدى قرى عزلة الصداره بمديرية حجر التابعة لمحافظة حضرموت، بلغ تعداد سكانها 241 نسمة حسب تعداد اليمن لعام 2004.